# ستاد ارتباطات دولت
ستاد ارتباطات دولت (به انگلیسی: Government Communications Headquarters) با سرواژه GCHQ یک سازمان اطلاعاتی و امنیتی با هدف شنود الکترونیک و تضمین اطلاعات به نیروهای مسلح بریتانیا و دولت بریتانیا است. ستاد این سازمان دولتی در ساختمان دونات در شهر چلتنهام در استان گلاسترشر در جنوب غربی انگلستان است. مسئول ستاد ارتباطات دولت، وزیر امور خارجه و مشترک‌المنافع بریتانیا است. اما بخشی از وزارت امور خارجه بریتانیا نیست و  اداره‌کننده آن ، جایگاه دبیر دائمی دارد.
ستاد ارتباطات دولت، پس از جنگ جهانی اول با نام مدرسه کد و سایفر دولت (به انگلیسی: Government Code and Cypher School) با سرواژه GC&CS بنیان‌گذاری شد و تا سال ۱۹۴۶ (میلادی) با همین نام شناخته می‌شد. در هنگام جنگ جهانی دوم، ستاد آن در بلچلی پارک بود و مسئولیت رمزگشایی کدهای ماشین انیگمای آلمان نازی را بر عهده داشت. ستاد ارتباطات دولت، دو بخش اصلی دارد. یکی، سازمان سیگنال‌های ترکیبی است که مسئولیت گردآوری اطلاعات را بر عهده دارد و دیگری، مرکز ملی امنیت سایبری است که کار برقراری امنیت ارتباطات در خود بریتانیا را انجام می‌دهد. سرویس زبان حرفه‌ای مشترک، اداره کوچک و منبع مشترک بین دولتی است که بیشتر، مسئول پشتیبانی از زبان حرفه‌ای و برگردان و تفسیر خدمات بین بخش‌های دولتی است. ستاد این واحد، برای مدیریت بهتر، در همان دفتر ستاد ارتباطات دولت است.
در سال ۲۰۱۳ (میلادی) ستاد ارتباطات دولت به دلیل افشاگری‌های جاسوسی گسترده کارمند پیشین آژانس امنیت ملی ایالات متحده آمریکا ادوارد اسنودن مورد توجه رسانه‌ها قرار گرفت. ادوارد اسنودن فاش کرد که ستاد ارتباطات دولت، در حال گردآوری همه ترافیک اینترنتی و تماس‌های تلفنی در بریتانیا از طریق برنامه تمپورا است. افشاگری ادوارد اسنودن به مجموعه گسترده‌ای از افشاگری‌ها درباره نظارت جهانی انجامید. در نهایت، به دلیل تهدید دولت بریتانیا مبنی بر طرح دعوی در دادگاه، روزنامه گاردین مجبور شد همه پرونده‌هایی را که اسنودن به آنها داده بود نابود کند.

## ساختار
ستاد ارتباطات دولت را اداره‌کننده آن، و یک هیئت همکار، تشکیل یافته از اداره‌کنندگان اجرایی و غیر اجرایی، اداره می‌کنند. گزارشی که به هیئت همراه ارائه می‌شود موارد زیر را در بر می‌گیرد:
- ماموریت‌های شنود الکترونیک: شامل ریاضیات و تحلیل رمز، سامانه‌های رایانه‌ای و فناوری اطلاعات، زبان‌شناسی و برگردان، و واحد واکاوی اطلاعات
- سازمانی: شامل پژوهش‌های کاربردی و فناوری‌های نوظهور، دانش و سامانه‌های اطلاعات سازمانی، روابط تجاری، زیست‌سنجشی
- مدیریت سازمان: برنامه‌ریزی منابع سازمانی، منابع انسانی، بازرسی‌های داخلی، و معماری
- گروه امنیت ارتباطات الکترونیک

## تاریخچه

### مدرسه کد و سایفر دولت

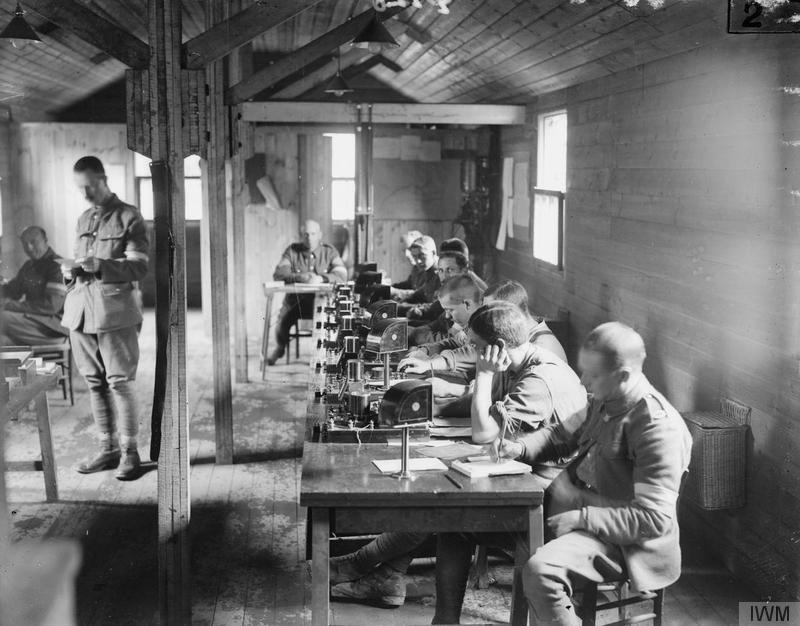
گروهی از کارشناسان رمزگشایی کد مورس نیروی زمینی بریتانیا (سازمان MI1) در سال ۱۹۱۶

در هنگام جنگ جهانی اول، نیروی زمینی بریتانیا و نیروی دریایی پادشاهی بریتانیا سازمان‌های شنود الکترونیک جداگانه داشتند. سازمان شنود الکترونیک نیروی زمینی MI1 و برای نیروی دریایی NID25 (که در آغاز «اتاق ۴۰» نامیده می‌شد) نام داشت. در سال ۱۹۱۹ (میلادی) و پس از پایان جنگ، کمیته سرویس مخفی کابینه، به ریاست جرج کرزن پیشنهاد کرد که در دوران صلح نیز، یک سازمان رمزگشایی برقرار شود و این کار را به اداره‌کننده اطلاعات دریایی، هیو سینکلر سپرد. سینکلر، کارمندان NID25 و MI1 را در سازمان تازه‌ای ادغام کرد که در آغاز، از ۲۵ تا ۳۰ افسر و شمار مشابهی کارمند دفتری تشکیل می‌شد. ویکتور فوربِز از وزارت امور خارجه، این سازمان را «مدرسه کد و سایفر دولت» نامید که در اصل، یک نام صوری بود. آلیستر دنینستون که عضو NID25 بود به عنوان رئیس عملیاتی آن، برگزیده شد. در آغاز، مدرسه کد و سایفر دولت، زیر نظر فرماندهی نیروی دریایی بریتانیا آدمیرالتی (دریاسالار) و ستاد آن در واترگیت هاوس در آدلفی لندن بود. کارکرد عمومی آن "مشاوره امنیتی کد و رمزهای مورد استفاده در همه سازمان‌های دولتی و کمک به تهیه آنها" بود. اما ماموریت پنهانی آن "بررسی روش‌های ارتباطات رمزنگاری استفاده شده توسط قدرت‌های خارجی" بود. مدرسه کد و سایفر دولت به صورت رسمی در ۱ نوامبر ۱۹۱۹ بنیان‌گذاری شد در حالیکه نخستین کار رمزگشایی خود را پیش از آن و در ۱۹ اکتبر انجام داده بود.

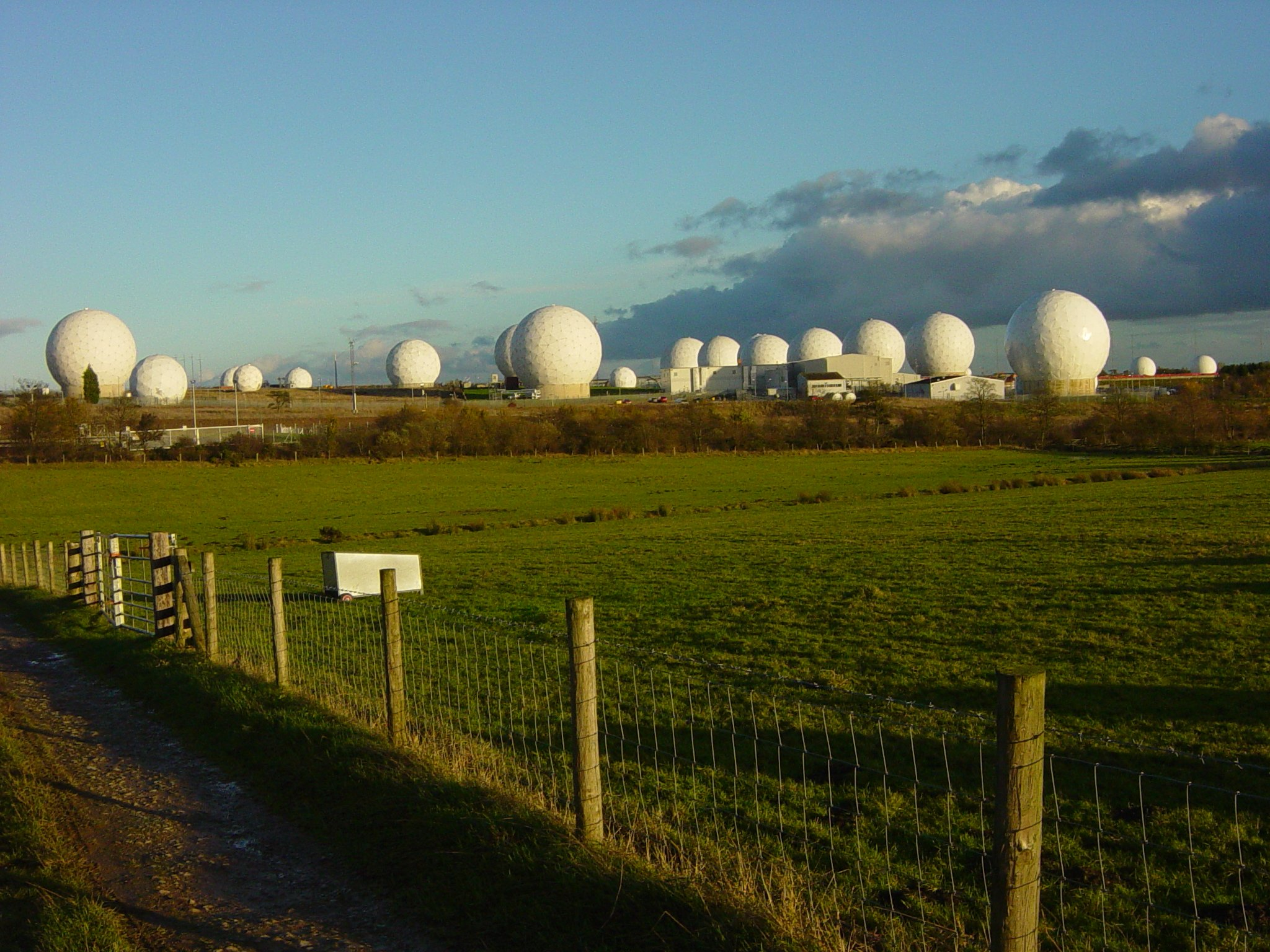
پایگاه نیروی هوایی سلطنتی مِن‌وید هیل در یورک‌شر شمالی که با همکاری ایالات متحده آمریکا اداره می‌شود.

تا پیش از جنگ جهانی دوم، مدرسه کد و سایفر دولت، سازمانی تقریبا کوچک بود. در سال ۱۹۲۲ (میلادی) تمرکز اصلی آن، پیام‌های دیپلماتیک بود و "به پیام‌های خدماتی که ارزش بخشنامه کردن نداشتند کاری نداشت". بنابراین به ابتکار جرج کرزن، مدرسه کد و سایفر دولت، از آدمیرالتی به وزارت امور خارجه منتقل شد. مدرسه کد و سایفر دولت، زیر نظر هیو سینکلر در آمد که در ۱۹۲۳ (میلادی) همزمان رئیس مدرسه کد و سایفر دولت، و سرویس اطلاعات مخفی ("اس‌آی‌اس " یا "ام‌آی۶" یا "MI6") بود. در سال ۱۹۲۵ (میلادی) هر دو سازمان در دو طبقه جداگانه ساختمان برادوی، روبری سنت جیمز پارک جا داده شدند. پیام‌های رمزگشایی شده توسط مدرسه کد و سایفر دولت، در پرونده‌های آبی رنگ، توزیع می‌شدند. در دهه ۱۹۲۰ (میلادی) مدرسه کد و سایفر دولت، به صورت موفقیت‌آمیز رمزهای دیپلماتیک اتحاد جماهیر شوروی سوسیالیستی را می‌شکست. بااینحال در مه ۱۹۲۷ در هنگام پشتیبانی سری شوروی از اعتصاب عمومی در بریتانیا و پخش پروپاگاندای مخرب، نخست‌وزیر آن دوره بریتانیا استنلی بالدوین، جزئیات پیام‌های پنهانی را به اطلاع عموم رساند.
در طول جنگ جهانی دوم، مدرسه کد و سایفر دولت، بیشتر در بلچلی پارک در میلتون کینز امروزی مستقر بود و به شکستن کدهای لُرِنز و ماشین انیگما می‌پرداخت. در سال ۱۹۴۰ (میلادی) مدرسه کد و سایفر دولت، روی ۱۵۰ شیوه رمزنگاری دیپلماتیک از ۲۶ کشور کار می‌کرد و کارمندان ارشد آن شامل آلیستر دنیستون، الیور استرچی، دیلی ناکس، جان تیلتمن، ادوارد ترَویس، ارنست فترلین، جاش کوپر، دونالد میچی، آلن تورینگ، گوردن ولچمن، جون کلارک، مکس نیومن، ویلیام توماس تات، آی. جِی. گود، پیتر کالوُکُرِسی، و هیو فاس بودند.
در سال ۱۹۳۵ (میلادی) یک ایستگاه در خاور دور در هنگ کنگ با نام دفتر ترکیبی خاور دور برپا شد و در ۱۹۳۹ (میلادی) به سنگاپور منتقل شد. با پیشروی ژاپن به سوی جنوب شبه‌جزیره مالایا، رمزگشایان نیروی زمینی و نیروی هوایی سلطنتی بریتانیا به مرکز آزمایش بی‌سیم در دهلی هند رفتند. رمزگشایان نیروی دریایی در دفتر ترکیبی خاور دور به کلمبو در سری‌لانکا و سپس بندر کیلیندینی در نزدیکی مومباسا در کنیا رفتند.

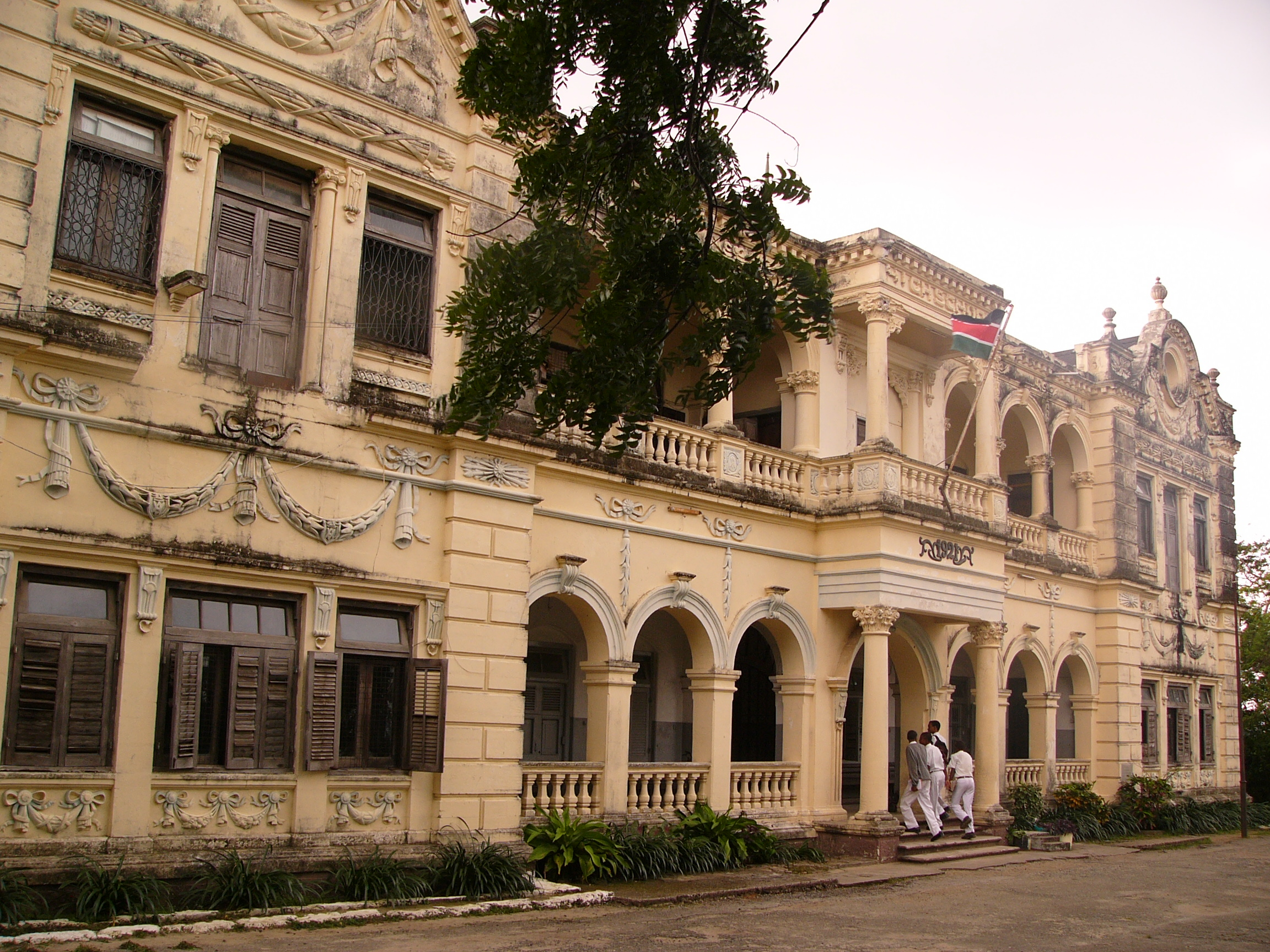
مدرسه Allidina Visram در بندر کیلیندینی در مومباسا در کنیا که در هنگام جنگ جهانی دوم، دفتر کار رمزگشایان نیروی دریایی پادشاهی بریتانیا بود.

در ژوئن ۱۹۴۶ "مدرسه کد و سایفر دولت" به "ستاد ارتباطات دولت" تغییر نام داد.

### پس از جنگ جهانی دوم
ستاد ارتباطات دولت در آغاز کار در پایگاه نیروی هوایی ایستکوت لندن قرار داشت. اما در سال ۱۹۵۱ (میلادی) در ۲ سایت اُوکلی و بِنهال در حومه‌های چلنتهام منتقل شد. در سال ۱۹۷۶ (میلادی) دانکن کمپبل و مارک هوزنبال در جستاری در مجله تایم اوت وجود ستاد ارتباطات دولت را فاش کردند. در پیامد آن، هوسنبال از بریتانیا اخراج شد. تا سال ۱۹۸۳ (میلادی) چیز زیادی در رابطه با ستاد ارتباطات دولت در رسانه‌ها گفته نمی‌شد. اما دادگاه جفری پرایم (یک نفوذی کاگ‌ب در ستاد ارتباطات دولت) باعث توجه چشمگیر رسانه‌ها به این سازمان شد.
آمریکا و بریتانیا اطلاعات خود را از هنگام جنگ جهانی دوم با یکدیگر همرسانی می‌کردند. برای ستاد ارتباطات دولت، این به معنی داد و ستد اطلاعات با آژانس امنیت ملی آمریکا است.

#### جنجال‌های سندیکای کارگری
در سال ۱۹۸۴ (میلادی) هنگامیکه دولت محافظه‌کار مارگارت تاچر عضویت کارمندان خود در اتحادیه‌های کارگری را منع کرد ستاد ارتباطات دولت در یک بحران سیاسی قرار گرفت. ادعا شده بود که پیوستن به اتحادیه‌های کارگری، برخلاف امنیت ملی است. چندین اعتصاب یک‌روزه گسترده در اعتراض به این تصمیم برپا شدند. زیرا این تصمیم دولت، به عنوان گام نخست در ممنوعیت گسترده اتحادیه‌های کارگری انگاشته می‌شد. درخواست‌ها به دادگاه‌های بریتانیا و کمیسیون حقوق بشر اروپا ناموفق بودند. دولت مارگارت تاچر به کارمندان ستاد ارتباطات دولت، پیشنهاد کرد که در برابر مقداری پول از عضویت در اتحایه کارگری منصرف شوند. ارائه دادخواست به سازمان بین‌المللی کار باعث شد دولت محافظه‌کار، کنوانسیون آزادی اجتماعات و حفاظت از حق سازماندهی را زیر پا بگذارد.

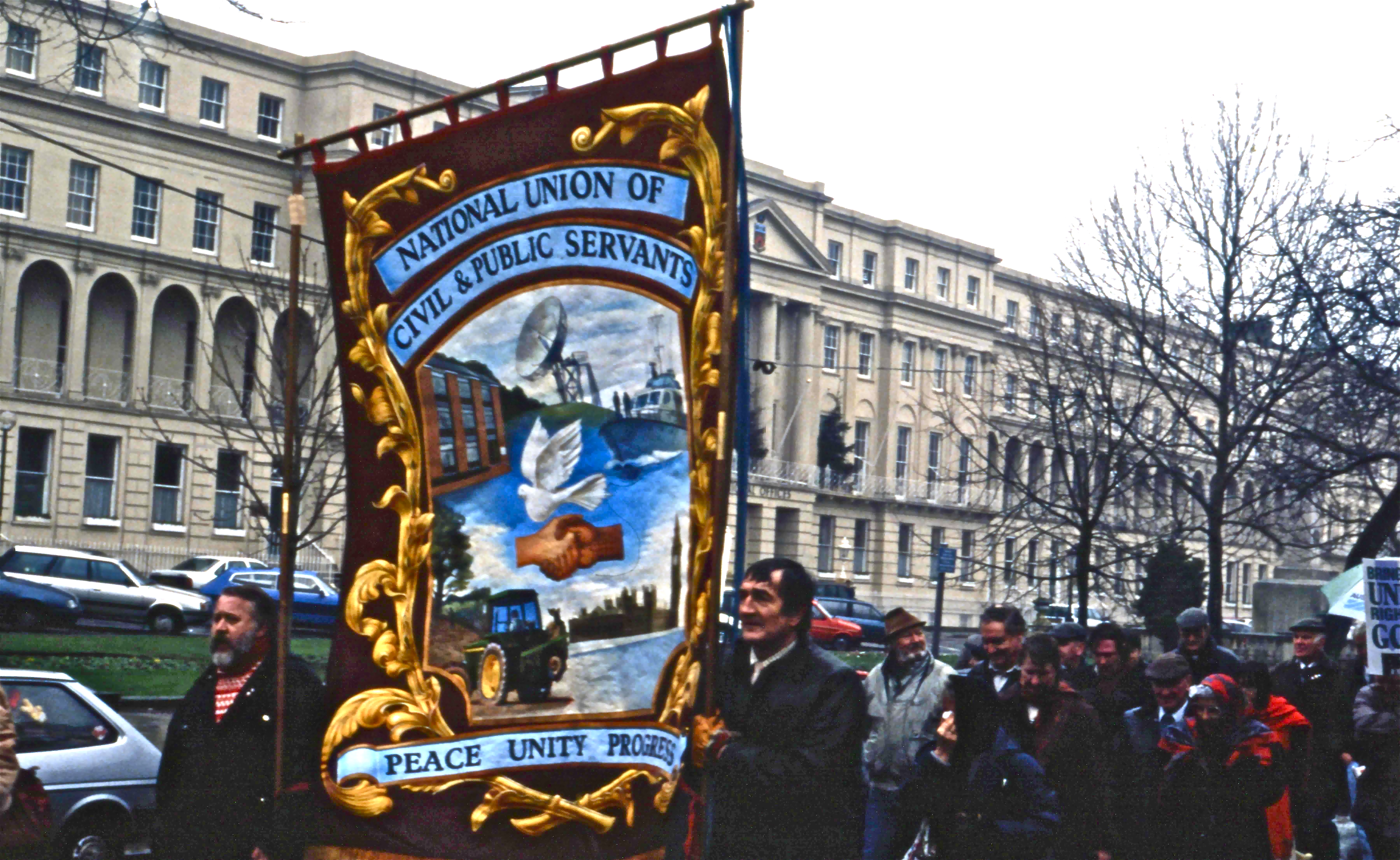
اعتصابات کارگری کارمندان ستاد ارتباطات دولت در چلتنهام

در نهایت، این ممنوعیت با به قدرت رسیدن حزب کارگر در سال ۱۹۹۷ (میلادی) برداشته شد. این کار با بنیان‌گذاری گروه ارتباطات دولت در اتحادیه خدمات اقتصادی و دولتی انجام شد تا پاسخگوی منافع کارکنان در همه سطوح باشد. در سال ۲۰۰۰ (میلادی) دولت بریتانیا به گروهی از ۱۴ کارمند پیشین ستاد ارتباطات دولت که به خاطر رد درخواست دولت محافظه‌کار، در جدایی از اتحادیه کارگری، از کار اخراج شده بودند پیشنهاد بازگشت به کار داد که ۳ تن از آنان این پیشنهاد را پذیرفتند.

### پس از جنگ سرد

#### دهه ۱۹۹۰: بازسازی پس از جنگ سرد
لایحه سازمان‌های اطلاعاتی ۱۹۹۴ برای نخستین‌بار به کار سازمان‌های اطلاعاتی، مشروعیت قانونی داد، اهداف آنها را تعریف کرد و کمیته امنیت و اطلاعات مجلس بریتانیا اجازه یافت که هزینه‌ها، مدیریت، و سیاست‌های سه سازمان دولتی را بررسی کند. آرمان‌های ستاد ارتباطات دولت به صورت کار برای "برآوردن نیازهای امنیت ملی، با اشاره ویژه به سیاست‌های دفاعی و خارجی دولت بریتانیا؛ به نفع رفاه اقتصادی بریتانیا؛ و پشتیبانی از پیشگیری و کشف بزه‌های جدی" تعریف شدند. در هنگام ارائه این لایحه به مجلس، در اواخر سال ۱۹۹۳ (میلادی) نخست‌وزیر آن دوره بریتانیا جیمز کالاهان، ستاد ارتباطات دولت را "دیوان‌سالاری تمام‌عیار" توصیف کرد و افزود: قرار است در آینده، نهادهایی ایجاد شوند که امکان بازرسی سازمان‌های اطلاعاتی را فراهم کنند و "بررسی کنند که آیا هنوز به کارهایی که ستاد ارتباطات دولت، امروز هم انجام می‌دهد نیازی هست یا نه".
در سال ۱۹۹۳ به دنبال افشای مسئله "اسکوئیدی‌گیت"، ستاد ارتباطات دولت، گزارش‌ها درباره "شنود، ضبط، یا افشای تماس‌های تلفنی" خانواده سلطنتی بریتانیا را رد کرد.
در اواخر سال ۱۹۹۳ کارمند دولت، مایکل کوییلان به دنبال نتیجه‌گیری از گزارش خود به نام "بازبینی منابع و نیازهای اطلاعاتی" و قطع ٪۳ بودجه سازمان، پیشنهاد بازبینی موشکافانه کارهای ستاد ارتباطات دولت را کرد. به دنبال آن دبیر ارشد وزار خزانه‌داری، جاناتان آیتکن گفتگویی رو در رو با اداره‌کنندگان ستاد ارتباطات دولت داشت تا بر پایه گزارش کوییلان، قطع بیشتر بودجه، بررسی کند. در سال ۲۰۱۰ (میلادی) ریچارد آلدریچ اعلام کرد که جان آدیه، اداره‌کننده ستاد ارتباطات دولت در دوره جاناتان آیتکن، در جلسه با آیتکن، عملکرد خوبی نداشته و باعث شده آیتکن نتیجه بگیرد که "ستاد ارتباطات دولت از روش‌های مدیریتی ضعیف، و روش‌های کهنه ارزیابی اولویت‌ها رنج می‌برد". بودجه ستاد ارتباطات دولت که در ۱۹۹۳، ۸۵۰ میلیون پوند استرلینگ (برابر ۱/۷۴ میلیارد پوند سال ۲۰۱۹) بود که با بودجه ۱۲۵ میلیون پوندی ام‌آی۵ و سرویس اطلاعات مخفی (MI6) مقایسه می‌شد. در دسامبر ۱۹۹۴ یک بازرگان به نام راجر هورن به سِمَتِ بازبین ستاد ارتباطات دولت گماشته شد که گزارش خود را در مارس ۱۹۹۵ ارائه کرد. گزارش هورن، پیشنهاد قطع ۱۰۰ میلیون پوند از بوجه ستاد ارتباطات دولت را کرد. این کاهش، چشمگیر بود و هیچ سازمان اطلاعاتی دیگر بریتانیا از هنگام پایان جنگ جهانی دوم چنین چیزی را تجربه نکرده بود. جِی. دیویدسون که کار شنود الکترونیک از روسیه را انجام می‌داد پس از قطع بودجه، به سرعت این سازمان را ترک کرد. در سال ۲۰۰۰ و پس از تهدیدها از سوی عاملان بدون تابعیت خشونت، و افزایش ریسک تروریسم، جرائم سازمان‌یافته، و دسترسی غیر قانونی به جنگ‌افزارهای هسته‌ای، شیمیایی، و بیولوژیک باعث لغو قطع بودجه شد.

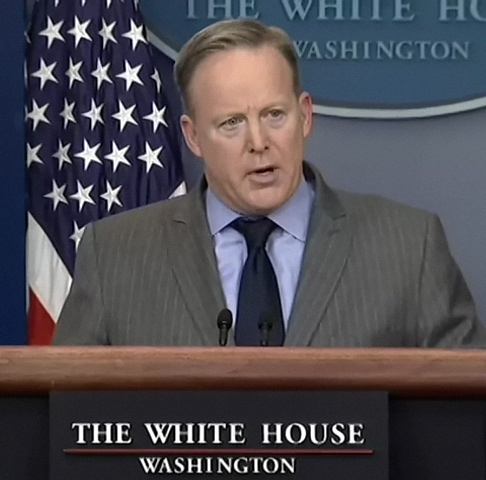
شان اسپایسر ادعا کرده بود که ستاد ارتباطات دولت، بر دونالد ترامپ نظارت می‌کرده است.

دیوید اوماند در سال ۱۹۹۶ (میلادی) به ریاست ستاد ارتباطات دولت رسید و تغییر گسترده‌ای را برای مقابله با اهداف تازه و در حال تغییر، و تغییرات سریع فناوری ایجاد کرد. اوماند مفهوم تازه‌ای را به نام "Sinews" یا "SIGINT New Systems" به معنی سامانه‌های تازه شنود الکترونیک معرفی کرد که اجازه استفاده از روش‌های کاری انعطاف‌پذیرتری را می‌داد، و با ایجاد چهارده زمینه، از موزای‌کاری جلوگیری می‌کرد. دامنه کار هر یک از این چهارده زمینه، به خوبی تعریف شده بود. همچنین در دوره کار اوماند، برای ساخت ساختمان دونات برنامه‌ریزی شد. این ساختمان با زیربنای ۱۷۶ هکتار در بنهال در نزدیکی چلنتهام، بزرگترین ساختمان ساخته شده برای یک سازمان اطلاعاتی در خارج از آمریکا بود.
عملیات شنود الکترونیک ستاد ارتباطات دولت در ایستگاه چانگ هوم کوک هنگ کنگ در سال ۱۹۹۴ (میلادی) به پایان رسید. شنود الکترونیک ستاد ارتباطات دولت از این پایگاه، برای حفظ ارتباط با آژانس امنیت ملی، بسیار مهم بود که در سرمایه‌گذاری و تجهیزات نصب آن ایستگاه، همکاری کرده بود. با پیش‌بینی انتقال حاکمیت هنگ کنگ از بریتانیا به دولت چین در ۱۹۹۷ تجهیزات ایستگاه‌های شنود الکترونیک هنگ کنگ به ایستگاه ارتباطات ماهواره‌های دفاعی استرالیا در نزدیکی جرالدتون در استرالیای غربی منتقل شدند.

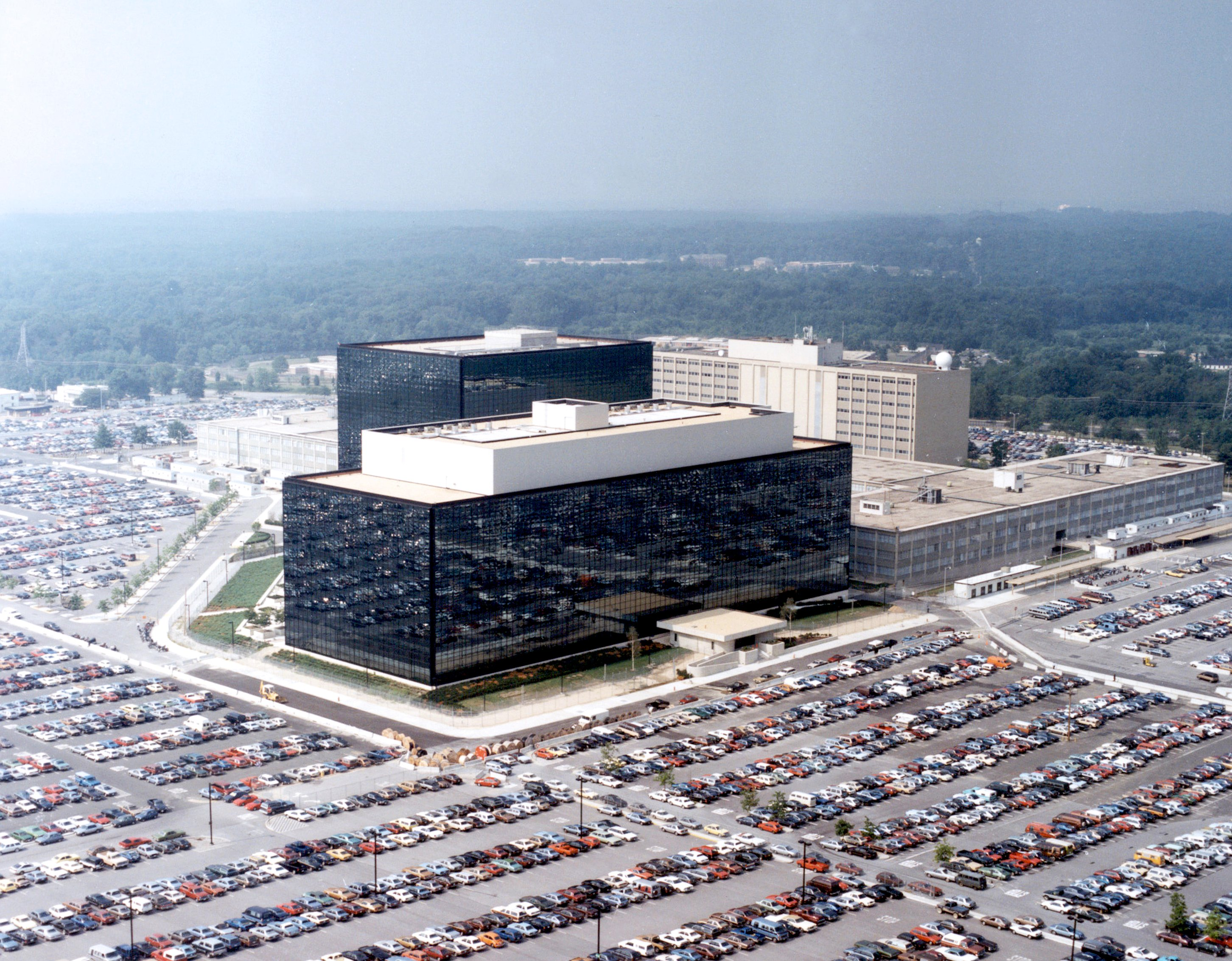
ستاد ارتباطات دولت، رابطه بسیار نزدیکی با آژانس امنیت ملی ایالات متحده آمریکا دارد.

در دهه ۱۹۹۰ (میلادی) عملیاتی که از اطلاعات گردآوری شده ستاد ارتباطات دولت استفاده می‌کردند شامل نظارت بر سربازان عراقی در جنگ خلیج فارس، مخالفان جمهوری‌خواه تروریست و ارتش واقعی جمهوری‌خواه ایرلند، جنگ‌های یوگسلاو، و بزهکاری‌های کنت نوی بودند. در میانه دهه ۱۹۹۰ ستاد ارتباطات دولت، شروع به همکاری در زمینه جرایم سایبری کرد.

#### دهه ۲۰۰۰: مقابله با اینترنت
در پایان سال ۲۰۰۳ (میلادی) ستاد ارتباطات دولت به ستاد تازه خود در ساختمان دونات منتقل شد. در آن هنگام، این ساختمان، دومین ساختمان بزرگ بخش دولتی در اروپا با هزینه ساخت ۳۳۷ میلیون پوند بود. ساختمان تازه که شرکت گنسلر آنرا طراحی کرده و شرکت کاریلیون ساخته بود پایگاه ستاد ارتباطات دولت برای همه عملیات‌های چلتنهام شد.
توجه عمومی به ستاد ارتباطات دولت، بار دیگر در اواخر سال ۲۰۰۳ و اوایل سال ۲۰۰۴ (میلادی) و به دنبال اخراج کاترین گان جلب شد. زیرا او یک ایمیل محرمانه آژانس امنیت ملی آمریکا به ستاد ارتباطات دولت را به مجله آبزرور درز داده بود که در آن از ماموران ستاد ارتباطات دولت خواسته شده بود ارتباطات بازرسان سازمان ملل متحد را که به جنگ عراق انجامید شنود کنند.
ستاد ارتباطات دولت، اطلاعات خود را با نظارت بر طیف گسترده‌ای از ارتباطات و دیگر سیگنال‌های الکترونیک بدست می‌آوَرَد. برای این کار، چندین ایستگاه شنود در داخل و خارج از بریتانیا برپا شدند. ایستگاه‌های شنود در خود چلتنهام، بیود، اسکاربرا، جزیره اسنشن، و با همکاری آمریکا در آرای‌اف من‌وید هیل هستند. ایستگاه نیکولاس آییوس در قبرس را نیروی زمینی بریتانیا به نیابت از ستاد ارتباطات دولت اداره می‌کند.

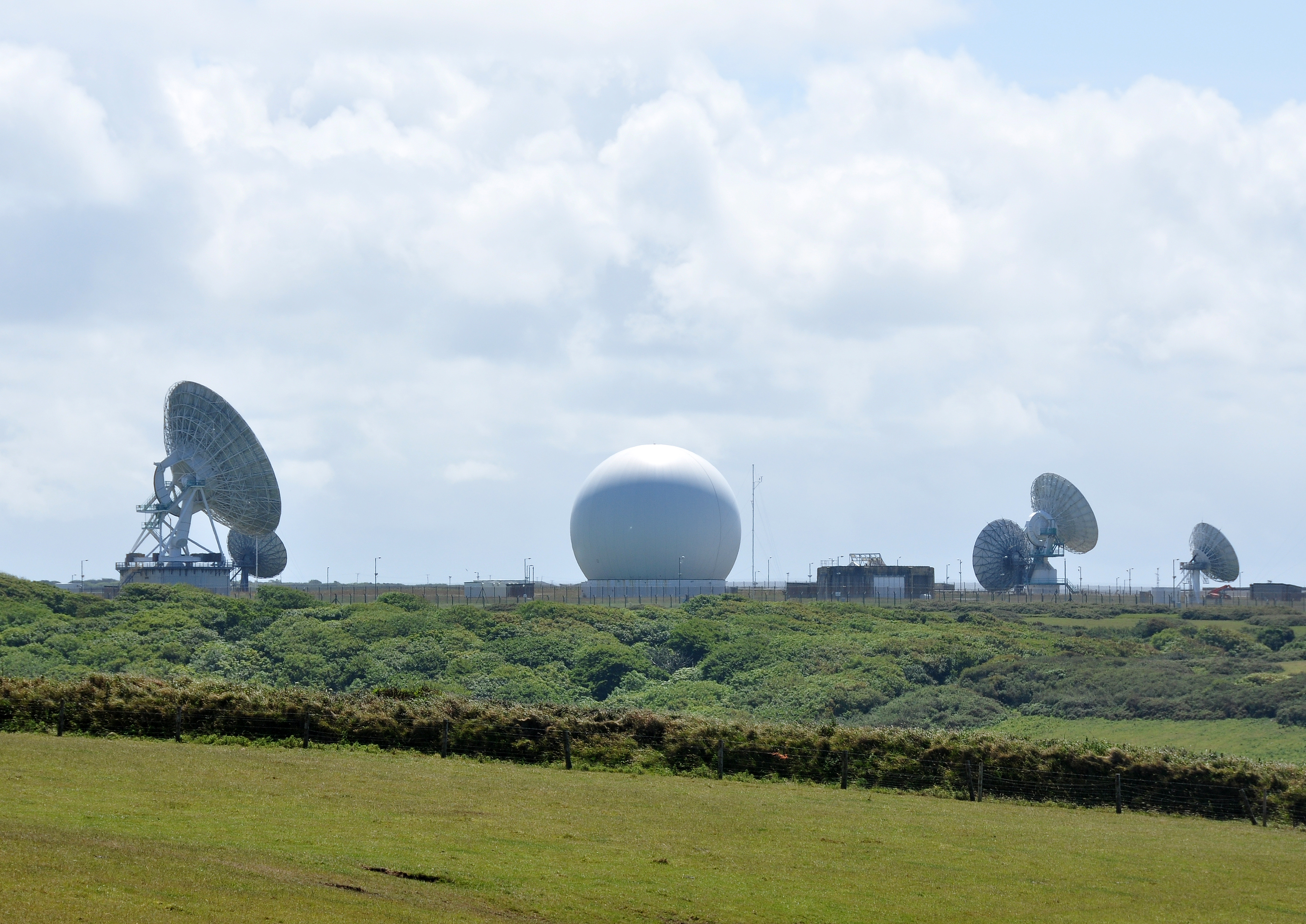
ستاد ارتباطات دولت در بیود، کورن‌وال

در مارس ۲۰۱۰ کمیته امنیت و اطلاعات از ستاد ارتباطات دولت به خاطر مشکلات در شیوه‌های امنیت فناوری اطلاعات، و شکست در برآوردن اهداف خود برای مقابله با حملات سایبری انتقاد کرد.
بر پایه آنچه ادوارد اسنودن در روزنامه گاردین فاش کرد ستاد ارتباطات دولت، ایمیل، تماس‌های تلفنی، و رایانه‌های سیاستمداران خارجی را که در اجلاس گروه ۲۰ سال ۲۰۰۹ (میلادی) در نشست لندن گرد آمده بودند شنود می‌کرده است. این نظارت حتی در برخی موارد با نصب کی‌لاگرهایی که در هنگام اجلاس بر روی رایانه‌های آنها نصب شده بود پس از پایان نشست نیز ادامه داشت.

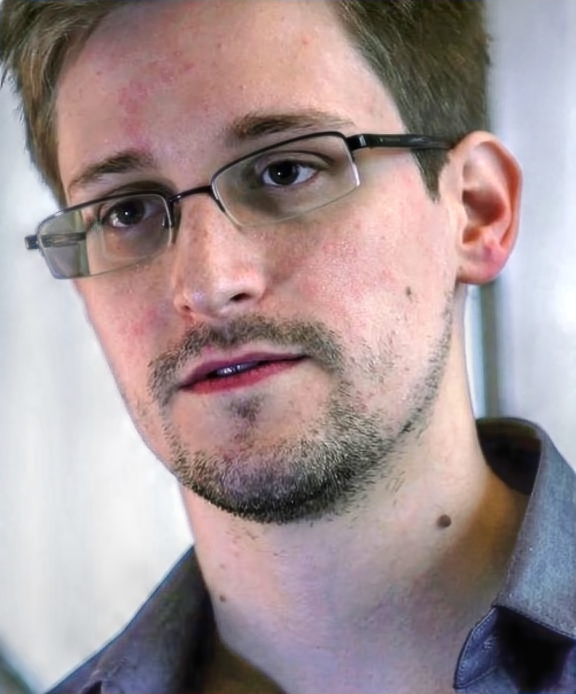
اتحاد فایو آیز پس از جنگ جهانی دوم پدید آمد تا کشورهای آنگلوسفر که قدرت برتر را در دست دارند بتوانند در هزینه‌ها و همرسانی اطلاعات با یکدیگر همکاری کنند. ...نتیجه این جنگ، پس از چند دهه، پیدایش یک سازمان اطلاعاتی فرا ملی است که حتی به دولت‌های کشورهای خود نیز پاسخگو نیستند. —ادوارد اسنودن

بر پایه ادوارد اسنودن، ستاد ارتباطات دولت، ۲ برنامه چتری اصلی برای گردآوری اطلاعات دارد:
- "تسلط بر اینترنت" برای نظارت بر ترافیک اینترنت که از کابل‌های فیبر نوری بدست می‌آید و با سامانه رایانه‌ای تمپورا می‌توان در آن جستجو کرد.

- "بهره‌برداری از ارتباطات راه دور جهانی برای تماس‌های تلفنی"[۵۸]

ستاد ارتباطات دولت دستکم از ژوئن ۲۰۱۰ به برنامه نظارت بر اینترنت آمریکا به نام پریزم دسترسی داشته است. گفته می‌شود که پریزم به آژانس امنیت ملی آمریکا و اداره تحقیقات فدرال (اف‌بی‌آی) دسترسی آسانی به داده‌های ۹ شرکت اصلی اینترنت در جهان می‌دهد که گوگل، فیس‌بوک، مایکروسافت، اپل، یاهو!، و اسکایپ را دربرمی‌گیرد.

#### دهه ۲۰۱۰
در فوریه ۲۰۱۴ روزنامه گاردین بر پایه اسناد ادوارد اسنودن فاش کرد که ستاد ارتباطات دولت، بدون جداسازی افراد، تصاویر ۱/۸ میلیون دوربین کاربران یاهو در سراسر جهان را ضبط می‌کند. در همان ماه، شبکه ان‌بی‌سی و مجله اینترسپت بر پایه اسناد ادوارد اسنودن از گروه اطلاعات تحقیقی تهدید مشترک و واحدهای بهره‌برداری از شبکه‌های رایانه‌ای در ستاد ارتباطات دولت، پرده برداشتند [که بر ایران نیز نظارت می‌کردند]. ماموریت آنها عملیات سایبری بر پایه "حقه‌های کثیف" بود تا ارتباطات دشمن را از کار بیاندازند، بی‌اعتبار کنند، و اطلاعات نادرست، جاسازی کنند. بر پایه پرونده ارائه ستاد ارتباطات دولت، این عملیات‌ها ٪۵ کل کارهای ستاد ارتباطات دولت بودند.
پس از آنکه رابرت هانیگان در سال ۲۰۱۴ (میلادی) به ریاست ستاد ارتباطات دولت رسید خیلی زود فایننشال تایمز جستاری درباره نظارت اینترنتی نوشت و گفت: «اگرچه ممکن است [شرکت‌های بزرگ آمریکایی فناوری اطلاعات] خوششان نیاید اما آنها به شبکه‌های منتخب فرماندهی و کنترل تروریست‌ها و بزهکاران تبدیل شده‌اند» و ستاد ارتباطات دولت و سازمان‌های خواهر آن «نمی‌توانند بدون پشتیبانی بخش خصوصی بر این چالش بزرگ، غلبه کنند». فایننشال تایمز بحث کرد که بیشتر کاربران اینترنت «نسبت به رابطه پایدارتر بین سازمان‌ها[ی اطلاعاتی] و شرکت‌های فناوری اطلاعات، احساس بهتر و آسوده‌تری می‌کنند». از هنگام افشاگری‌های جاسوسی گسترده در سال ۲۰۱۳ شرکت‌های بزرگ آمریکایی فناوری اطلاعات، امنیت خود را بهبود داده و همکاری خود با سازمان‌های اطلاعاتی خارجی از جمله بریتانیا را کم کردند و عموما پیش از ارائه اطلاعات، به حکم دادگاه آمریکایی نیاز دارند. بااینحال، رئیس گروه صنایع فناوری بریتانیا TechUK این ادعاها را رد کرد و گفت که آنها موضوع را درک می‌کنند اما الزام به ارائه اطلاعات «باید بر پایه یک چارچوب قانونی مشخص و شفاف و نظارت موثر انجام شود و نه آنچه گفته شده معامله‌ای بین صنعت و حکومت باشد».
در سال ۲۰۱۵ (میلادی) مجله اینترسپت، سندی از ادوارد اسنودن منتشر کرد که نشان می‌داد ستاد ارتباطات دولت از حدود سال ۲۰۰۸ (میلادی) یک برنامه نظارت گسترده با نام رمز کارما پلیس را اجرا می‌کند. کارما پلیس، نشانی آی‌پی همه کاربرانی را که وبگاه‌ها بازدید می‌کردند گردآوری می‌کرد. این برنامه، بدون بازرسی یا نظارت عمومی، پایه‌گذاری شده بود. کارما پلیس یک ابزار جاسوسی قدرتمند در رابطه با دیگر برنامه‌های ستاد ارتباطات دولت بود. زیرا نشانی‌های آی‌پی، مرجع مشترکی با دیگر داده‌ها بودند. آرمان برنامه، "۱) ساخت یک نمایه از اینترنت‌گردی هر کاربر قابل مشاهده در اینترنت یا ۲) ساخت نمایه کاربری برای هر وبگاه قابل مشاهده در اینترنت" بود.
در سال ۲۰۱۵ ستاد ارتباطات دولت در دادگاه اعتراف کرد که کار رخنه‌گری رایانه‌ای انجام می‌دهد.
در سال ۲۰۱۷ (میلادی) دبیر مطبوعاتی کاخ سفید، شان اسپایسر ادعا کرد که ستاد ارتباطات دولت بر رئیس‌جمهور ایالات متحده آمریکا دونالد ترامپ نظارت می‌کند. او این ادعا را بر پایه یکی از بخش‌های خبری فاکس نیوز مطرح کرد. حکومت فدرال ایالات متحده آمریکا رسما از این ادعا پوزش خواست و گفت که دیگر تکرار نخواهد شد. بااینحال بحث نظارت بر تماس‌های ماموران روسی با کمپین انتخاباتی دونالد ترامپ در سال ۲۰۱۶ (میلادی) به سازمان‌های اطاعاتی آمریکایی سپرده شد.
ستاد ارتباطات دولت در ۳۱ اکتبر ۲۰۱۸ به اینستاگرام پیوست.

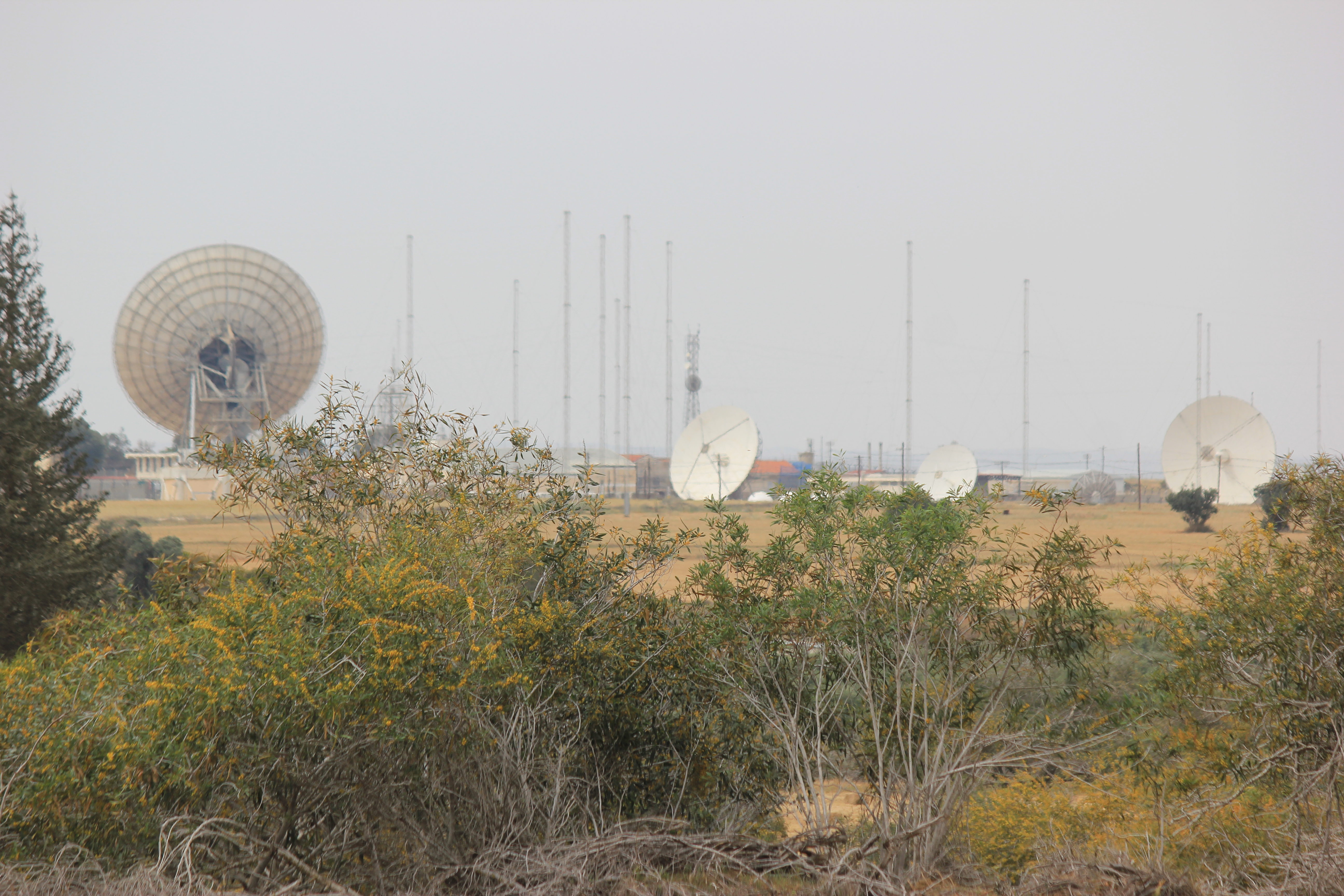
ایستگاه نیکولاس آییوس در قبرس را نیروی زمینی بریتانیا به نیابت از ستاد ارتباطات دولت اداره می‌کند.

## ماموریت امنیتی
به همراه ماموریت گردآوری اطلاعات، ستاد ارتباطات دولت، همکاری بلندمدتی برای کمک به امنیت ارتباطات خود دولت بریتانیا دارد. هنگامیکه مدرسه کد و سایفر دولت در سال ۱۹۱۹ بنیان‌گذاری شد وظیفه عمومی آن، مشاوره امنیتی بود. بخش امنیت مدرسه کد و سایفر دولت در هنگام جنگ جهانی دوم در منسفیلد کالج دانشگاه آکسفورد قرار داشت.
در آوریل ۱۹۴۶ مدرسه کد و سایفر دولت به ستاد ارتباطات دولت تغییر نام داد و در اواخر همان سال، بخش امنیت ستاد ارتباطات دولت، از آکسفورد به دیگر بخش‌های آن سازمان در پایگاه نیروی هوایی ایستکوت پیوست.

### سازمان امنیت ارتباطات لندن
از سال ۱۹۵۲ تا ۱۹۵۴ (میلادی) ماموریت اطلاعاتی ستاد ارتباطات دولت به چلتنهام منتقل شد. درحالیکه بخش امنیتی، هنوز در پایگاه نیروی هوایی ایستکوت کار می‌کرد در مارس ۱۹۵۴ سازمان جدا و مستقلی شد که سازمان امنیت ارتباطات لندن نام گرفت. این سازمان در سال ۱۹۵۸ (میلادی) به سازمان امنیت ارتباطات الکترونیک لندن تغییر نام یافت.
در آوریل ۱۹۶۵ واحدهای GPO و MOD با سازمان امنیت ارتباطات الکترونیک لندن ادغام شدند تا اداره امنیت ارتباطات الکترونیک را پدید آورند.

### گروه امنیت ارتباطات الکترونیک
در اکتبر ۱۹۶۹ اداره امنیت ارتباطات الکترونیک در ستاد ارتباطات دولت ادغام شد و گروه امنیت ارتباطات الکترونیک را ساخت.
در سال ۱۹۹۷ (میلادی) گروه امنیت ارتباطات الکترونیک از پایگاه نیروی هوایی ایستکوت به چلتنهام منتقل شد.
گروه امنیت ارتباطات الکترونیک، کار خود را به عنوان اداره فنی ملی بریتانیا در امور تضمین اطلاعات، شامل رمزنگاری ادامه داد. گروه امنیت ارتباطات الکترونیک، تجهیزات امنیتی تولید نمی‌کرد. اما برای اطمینان از دسترسی به محصولات و خدمات مناسب، با صنایع مرتبط همکاری می‌کرد. همزمان،خود ستاد ارتباطات دولت، بودجه پژوهش دراین زمینه‌ها را فراهم می‌کرد. مرکز محاسبات کوانتومی در دانشگاه آکسفورد و مؤسسه پژوهش‌های ریاضی هیلبرون در دانشگاه بریستول نمونه این مراکز پژوهشی هستند.
در سده ۲۱ (میلادی) گروه امنیت ارتباطات الکترونیک، چندین برنامه تضمین اطلاعات، مانند CHECK ،CESG Listed Adviser Scheme ،Commercial Product Assurance، و CESG Assisted Products Service را اجرا می‌کرد.

#### رمزنگاری کلید عمومی
در اواخر سال ۱۹۶۹ (میلادی) مفهوم رمزنگاری کلید عمومی از سوی جیمز اچ. الیس، ارائه و اثبات شد. جیمز الیس از سال ۱۹۶۵ (میلادی) برای گروه امنیت ارتباطات الکترونیک (و پیش از آن در اداره امنیت ارتباطات الکترونیک) کار می‌کرد. جیمز الیس خبرگی لازم در نظریه اعداد برای ساخت یک سامانه کارآمد را نداشت. به دنبال آن، یکی دیگر از کارمندان به نام کیلفورد کاکس (فارغ‌التحصیل ریاضیات) یک طرح اجرایی عملی از طریق الگوریتم کلید نامتقارن را اختراع کرد.

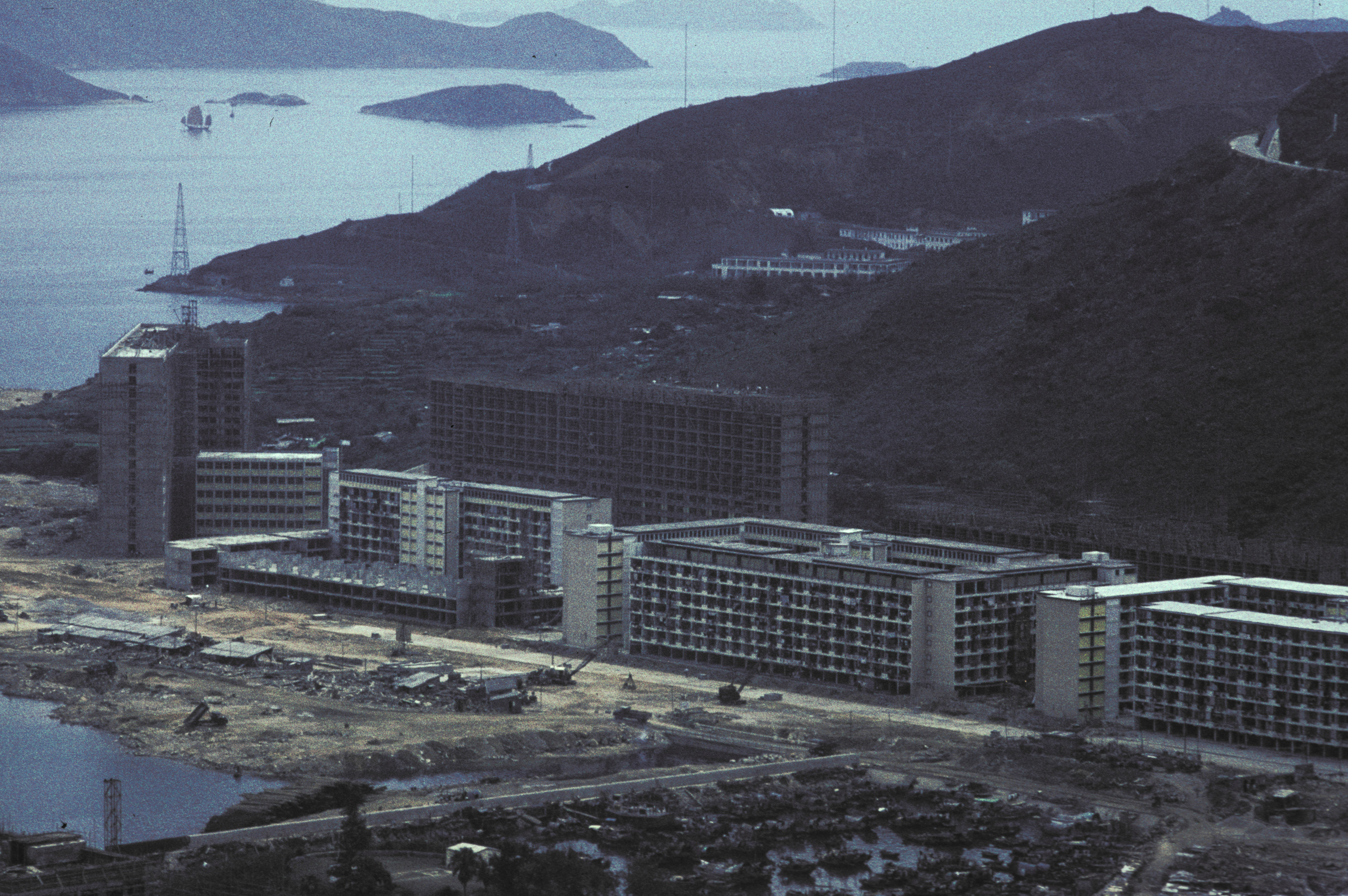
پایگاه نیروی هوایی سلطنتی لیتل سای وان در هنگ کنگ. نگاره، مربوط به سال ۱۹۶۵ است و تجهیزات شنود الکترونیک در پشت ساختمان‌ها دیده می‌شوند.

### مرکز ملی امنیت سایبری
در سال ۲۰۱۶ مرکز ملی امنیت سایبری، به صورت زیرمجموعه ستاد ارتباطات دولت، اما در لندن بنیان‌گذاری شد. این مرکز تازه، گروه امنیت ارتباطات الکترونیک را در خود جذب کرد و جایگزین آن شد. همچنین دیگر کارهایی که خارج از ستاد ارتباطات دولت انجام می‌شدند نیز جذب مرکز ملی امنیت سایبری شدند. این کارها مرکز ارزیابی سایبری، گروه پاسخ‌گویی فوری رایانه‌ای بریتانیا، و مسئولیت‌های سایبری مرکز حفاظت از زیرساخت‌های ملی بودند.

## سرویس زبان حرفه‌ای مشترک
سرویس زبان حرفه‌ای مشترک در سال ۱۹۵۵ (میلادی) با اختصاص گروه کوچکی از تیم زبان حرفه‌ای وزارت دفاع بریتانیا و دیگران، بنیان‌گذاری شد. کار سرویس زبان حرفه‌ای مشترک، در آغاز، فراهم‌آوری استاندارد برگردان برای بیان‌های سازمانی به هر زبان خارجی، یافتن برابر درست انگلیسی واژه‌های فنی در زبان‌های خارجی، و یافتن واژه مناسب برای کوته‌نوشت‌ها بود. در سال‌های بعد، کارکرد سرویس زبان حرفه‌ای مشترک، گسترش یافت تا پشتیبانی از زبان حرفه‌ای، و خدمات تفسیر و برگردان در سراسر دولت بریتانیا و خدمات بخش دولتی محلی در گلاسترشر و نواحی اطراف آنرا انجام دهد. سرویس زبان حرفه‌ای مشترک، کمک‌های خود برای کار با زبان خارجی را تحت قانون حق تکثیر بریتانیا تولید و منتشر می‌کند. همچنین پژوهش‌هایی را درباره ترجمه ماشینی و فرهنگ لغت و فهرست اصطلاحات آنلاین انجام می‌دهد. ستاد این واحد، برای مدیریت بهتر، در همان دفتر ستاد ارتباطات دولت است.

## روابط بین‌المللی
ستاد ارتباطات دولت، همکاری دوجانبه یا چندجانبه با سازمان‌های اطلاعاتی همتای خود، در سراسر جهان دارد. اصلی‌ترین این سازمان‌ها آژانس امنیت ملی (آمریکا)، تشکیلات امنیت ارتباطات (کانادا)، اداره سیگنال‌های استرالیا (استرالیا)، و دفتر امنیت ارتباطات حکومت (نیوزیلند) هستند که بر پایه سازوکار توافق یوکوسا (که یک توافق همرسانی گسترده اطلاعات است) اطلاعات بدست‌آمده از طیف وسیعی از روش‌های گردآوری اطلاعات را همرسانی می‌کنند. ادعا می‌شود که این روابط، شامل روش‌های مشترک گردآوری اطلاعات هستند که همانند سامانه اشلون، و همچنین محصول واکاوی شده است.

سازمان‌های فایو آیز، آژانس امنیت ملی (ایالات متحده آمریکا)، ستاد ارتباطات دولت (بریتانیا)، تشکیلات امنیت ارتباطات (کانادا)، اداره سیگنال‌های استرالیا (استرالیا)، و دفتر امنیت ارتباطات حکومت (نیوزیلند) هستند. نقطه آغازین این همکاری، توافق یوکوسا است.

## مبنای قانونی
مبنای قانونی کار ستاد ارتباطات دولت در بند ۳ لایحه سازمان‌های اطلاعاتی ۱۹۹۴ به شرح زیر است:
:۱) ستاد ارتباطات دولت، زیر نظر وزیر امور خارجه خواهد ماند و بر پایه زیربخش شماره ۲ زیر، کارکردهای آن:
الف) نظارت یا مداخله در امواج الکترومغناطیس، آکوستیک، و دیگر گونه‌های موج و هرگونه تجهیزاتی است که چنین امواجی را تولید می‌کنند. "دستیابی به/فراهم‌آوری" اطلاعات بدست آمده "از/مرتبط با" پخش چنین امواجی یا تجهزات تولید کننده آنها و همچنین رمزنگاری. و:
ب) ارائه مشاوره و دستیاری درباره
i) زبان‌ها، شامل واژگان مورد استفاده در مسائل فنی، و
ii) رمزنگاری و دیگر مسائل مرتبط با حفاظت از اطلاعات و مسائل دیگر، برای نیروهای مسلح بریتانیا، دولت بریتانیا یا وزارت ایرلند شمالی یا هر سازمان دیگری که برای اهداف این بخش، تعیین شده باشد به گونه‌ای که نخست‌وزیر، تعیین کند.
۲) بر پایه زیربخش ۱) الف) کارکرد ستاد ارتباطات دولت، تنها به صورت زیر است:
الف) به نفع امنیت ملی، با اشاره ویژه به امور دفاعی و سیاست خارجی دولت بریتانیا؛ یا
ب) به نفع رفاه اقتصادی بریتانیا در رابطه با کارها یا اهداف افراد در خارج از آبخوست‌های بریتانیا؛ یا
ج) پشتیبانی از پیشگیری از رخداد بزه یا شناسایی آن
۳) در این لایحه، منظور از GCHQ ستاد ارتباطات دولت و هر واحد یا بخشی از نیروهای مسلح پادشاهی بریتانیا است که در این لحظه، وزیر امور خارجه برای کمک به پیشبرد وظایف ستاد ارتباطات دولت، به آنها نیاز دارد.

کنش‌هایی که به شنود ارتباطات نیاز دارند تحت لایحه مقررات قدرت‌های بازرسی ۲۰۰۰ انجام می‌شوند. اینگونه رهگیری، تنها می‌تواند پس از دریافت حکم از طرف وزیر امور خارجه انجام شود. لایحه حقوق بشر ۱۹۹۸ سازمان‌های اطلاعاتی از جمله ستاد ارتباطات دولت را ملزم می‌کند که به حقوق شهروندان که بر پایه کنوانسیون اروپایی حقوق بشر تعریف شده‌اند احترام بگذارد.

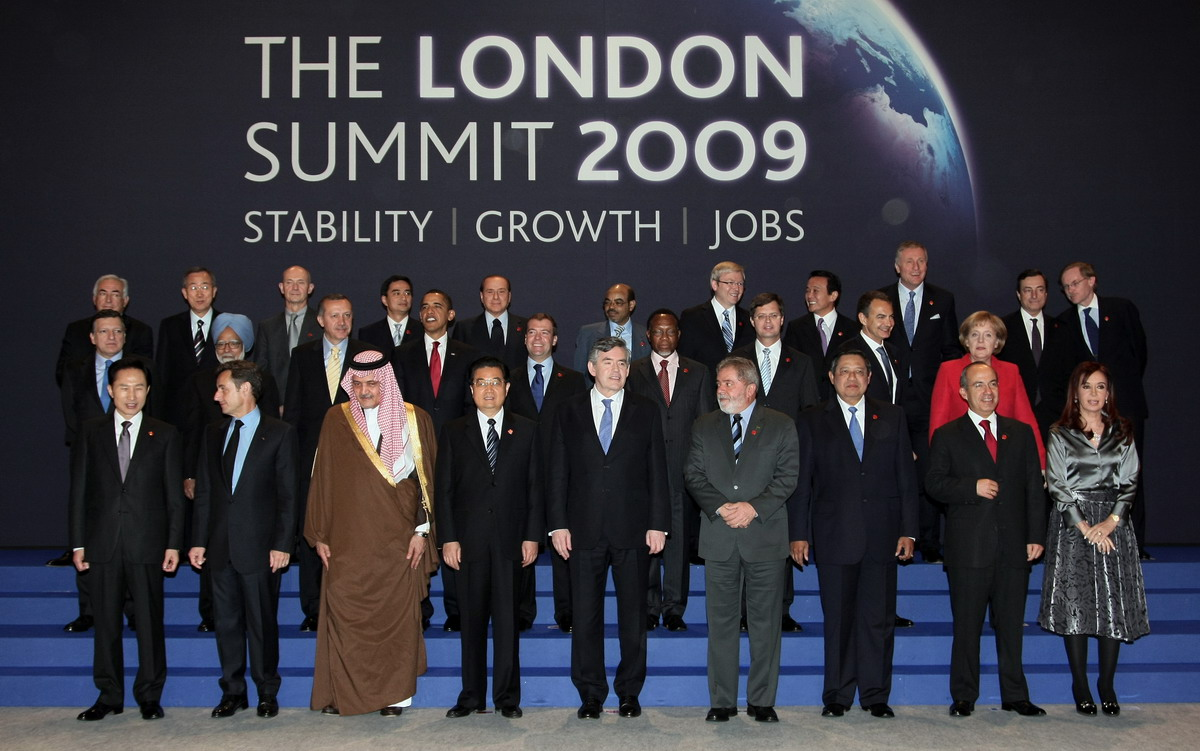
ستاد ارتباطات دولت، ایمیل، تماس‌های تلفنی، و رایانه‌های سیاستمداران خارجی را که در اجلاس گروه ۲۰ سال ۲۰۰۹ (میلادی) در نشست لندن گرد آمده بودند شنود می‌کرده است.

### بازرسی
نخست‌وزیر بریتانیا اعضای حزب متقابل در مجلس بریتانیا را برای کمیته امنیت و اطلاعات برمی‌گزیند. کارکرد کمیته، شامل بازرسی از کارهای اطلاعاتی و امنیتی، و ارائه گزارش مستقیم به مجلس است. با تصویب لایحه امنیت و عدالت ۲۰۱۳ به وظایف این کمیته افزوده شد تا دسترسی و قدرت بازرسی بیشتری داشته باشند.
بازرسی قضایی از ستاد ارتباطات دولت، از سوی دادگاه قدرت‌های بازرسی انجام می‌شود. بریتانیا همچنین یک کمیسر سازمان‌های اطلاعاتی و یک کمیسر رهگیری ارتباطات دارد که هر دو، مستقل از دادگاه بوده و قاضیان ارشد پیشین هستند.
در دسامبر ۲۰۱۴ دادگاه قدرت‌های بازرسی رای داد که ستاد ارتباطات دولت، کنوانسیون اروپایی حقوق بشر را زیر پا نگذاشته است و کارهای آن با بندهای ۸ (حق حریم شخصی) و ۱۰ (آزادی بیان) کنوانسیون، سازگار است. بااینحال در فوریه ۲۰۱۵ این دادگاه گفت که در یک مورد ویژه، ترتیب همرسانی اطلاعات که تا پیش از این، به سازمان‌های اطلاعاتی بریتانیا اجازه درخواست داده از برنامه‌های نظارتی آمریکا یعنی پریزم و آپ استریم کالکشن را می‌داده، سرپیچی از قانون حقوق بشر است. زیرا در دسامبر ۲۰۱۴، ۲ پاراگراف از اطلاعات اضافی فاش شد که جزئیات فرایندها و پادمان‌ها را توضیح می‌داد.
به علاوه، دادگاه قدرت‌های بازرسی حکم داد که چارچوب قانونی بریتانیا اجازه نظارت گسترده را نمی‌دهد و اینکه ستاد ارتباطات دولت، داده‌ها را به صورت فله‌ای گردآوری و واکاوی می‌کند نظارت گسترده نیست. یک گزارش تکمیلی مستقل از کمیسر رهگیری ارتباطات، و یک گزارش ویژه از کمیته امنیت و اطلاعات مجلس، با وجود داشتن چندین کاستی، پیشنهادهایی را برای بهبود نظام بازرسی و چارچوب قانونی، ارائه می‌دهند.

### سوء استفاده‌ها
با وجود پنهان‌کاری همیشگی درباره کار ستاد ارتباطات دولت، بازرسی‌های انجام شده توسط دولت بریتانیا پس از افشاگری‌های اسنودن، ثابت کردند که سازمان‌های اطلاعاتی بریتانیا، بارها از قدرت خود سوء استفاده کرده‌اند. یک گزارش کمیته امنیت و اطلاعات در سال ۲۰۱۵ فاش کرد که شمار کمی از کارمندان سازمان‌های اطلاعاتی بریتانیا از قدرت نظارتی خود، سوء استفاده کرده‌اند و با وجود اینکه در آن هنگام، قانونی برای بزه شناختن اینگونه سوء استفاده‌ها از قدرت وجود نداشت، در یک مورد به اخراج یک کارمند انجامید.
بعدا در همان سال، حکمی از دادگاه قدرت‌های بازرسی نشان داد که ستاد ارتباطات دولت، در کار نظارت بر ۲ سازمان حقوق بشری، غیر قانونی رفتار کرده است. در جلسه پرسش و پاسخ، آشکار شد که دولت بریتانیا، به دلیل دسترسی و نگهداری ارتباطات سازمان ابتکار عمل‌های مصر برای حقوق بشر و مرکز منابع قانونی در آفریقای جنوبی، از سیاست‌های نظارت داخلی خود سرپیچی کرده است. این، دومین‌بار در تاریخ دادگاه قدرت‌های بازرسی بود که پس از بستن پرونده، به نفع دادخواهان، رای مثبت می‌داد.
در یک پرونده دیگر دادگاه قدرت‌های بازرسی در سال ۲۰۱۵ ستاد ارتباطات دولت اعتراف کرد که از ژانویه ۲۰۱۰ سیستم رهگیری/دستیابی، واکاوی، استفاده، پنهان‌سازی، و نابودسازی مطالب قانونی خاص، برابر با اهداف بند ۸ (۲) کنوانسیون اروپایی حقوق بشر نبوده است. این اعتراف در ارتباط با پرونده‌ای بود که عبدالحکیم بلحاج، یکی از مخالفان معمر قذافی، و همسر عبدالحکیم، فاطمه بوچارد در دادگاه مطرح کرده بودند. این زوج، وزیران و مقام‌های رسمی دولت بریتانیا را به به دست داشتن در ربودن غیر قانونی و فرستادن آنها به لیبی در مارس ۲۰۰۴ در زمان حکومت غذافی متهم کرده بودند.

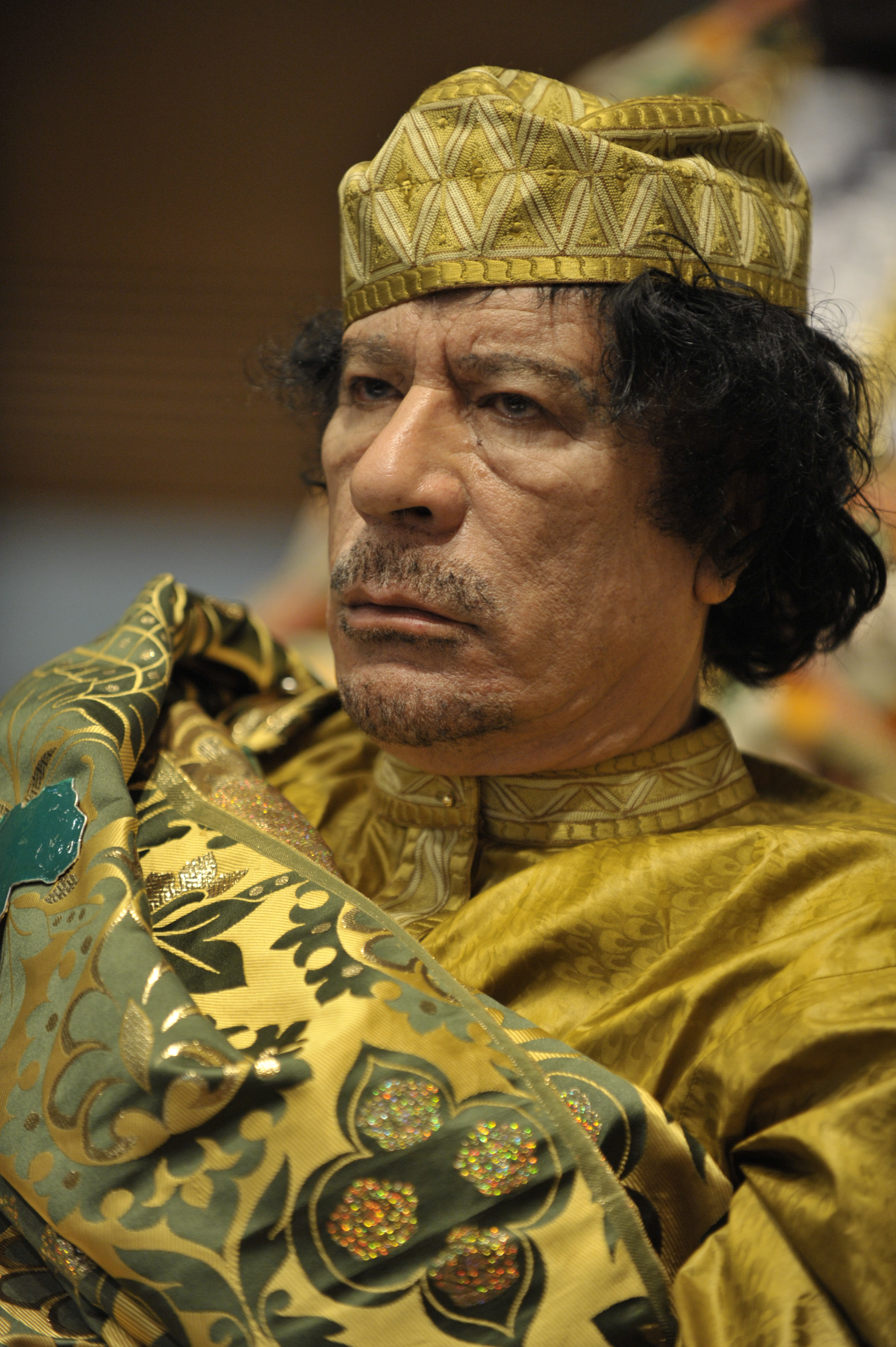
ستاد ارتباطات دولت، در ربودن مخالفان معمر قذافی و تحویل آنها به حکومت او دست داشته است.

#### نظارت بر نمایندگان مجلس
در سال ۲۰۱۵ نماینده مجلس، کارولین لوکاس از حزب سبز انگلستان و ولز شکایت کرد که سازمان‌های اطلاعاتی بریتانیا از جمله، ستاد ارتباطات دولت از نمایندگان مجلس بریتانیا جاسوسی می‌کنند که گفته می‌شود "بر خلاف قانون است". در مارس ۲۰۱۵ ستاد ارتباطات دولت، سیاستی را معرفی کرد که تا پیش از هدف‌گیری عمدی ارتباطات نمایندگان، نیازی به تاییدیه از نخست‌وزیر یا هیچ وزیر دیگری ندارد.
در سال ۲۰۱۴ وزیر کشور بریتانیا، ترزا می در صحن مجلس بریتانیا گفت:
مشخصا دکترین ویلسون در مورد نمایندگان مجلس نیز بکار می‌رود و ابدا استفاده از قدرت، در برابر نمایندگان مجلس را استثنا نمی‌کند. اما شرایط ویژه‌ای را برای استفاده از این اختیارات در مورد نمایندگان مجلس، تعیین می‌کند. اینگونه نیست که نمایندگان مجلس، از این قانون، مستثنا باشند. برای هیچ کس دیگری در کشور نیز این چنین نیست. اما اگر در مورد یکی از نمایندگان مجلس، نیاز به استفاده از این قدرت‌ها باشد مجموعه‌ای از قوانین و دستورالعمل‌های ویژه وجود دارند که باید رعایت شوند.

دادگاه قدرت‌های بازرسی درباره شکایت گفته شده، تحقیق کرد و حکم داد که برخلاف ادعاها هیچ قانونی برای حفاظت ویژه از ارتباطات نمایندگان مجلس وجود ندارد. دکترین ویلسون، تنها، به صورت یک کنوانسیون سیاسی عمل می‌کند.

## پرونده حقوقی قانون اساسی
یک پرونده جنجالی ستاد ارتباطات دولت، دامنه بازبینی قضایی قدرت‌های قانونی (قدرت‌های باقیمانده ولیعهد، بر پایه حقوق عرفی) را تعیین کرد. این پرونده، شورای اتحادیه‌های خدمات دولتی علیه وزیر خدمات دولتی (۱۹۸۵) AC 374 بود (که بیشتر، با نام ساده "پرونده ستاد ارتباطات دولت" شناخته می‌شود). در این پرونده، نخست‌وزیر بریتانیا از یک دستور قانونی در این شورا استفاده کرد (نخست‌وزیر، وزیر خدمات دولتی نیز هست) تا جلوی فعالیت‌های کارگری کارمندان دولت در ستاد ارتباطات دولت را بگیرد. این دستور، بدون مشورت داده شده بود. مجلس اعیان بریتانیا باید درباره امکان بازبینی آن، بر پایه قانون، تصمیم می‌گرفت. اعتقاد بر این شد که کنش اجرایی، تنها به دلیل استفاده از اختیارات ناشی از حقوق عرفی و نه اساسنامه‌ای، از بازرسی مصون نیست (بنابراین حق قانونی، قابل بررسی است).

## آموزش تاییدشده
طرح آموزش تاییدشده ستاد ارتباطات دولت، برای تایید دو سطح اصلی آموزش امنیت سایبری، بنیان‌گذاری شد. همچنین مدرک‌های کارشناسی و کارشناسی ارشد نیز وجود دارند. این سطوح:
- آموزش سطح آگاهی: بیان مفهوم، و پایه‌ای برای مفاهیم امنیت سایبری؛ و
- آموزش سطح کاربرد: دوره عمیق‌تر

طرح آموزش تاییدشده ستاد ارتباطات دولت برای کمک به سازمان‌ها در یافتن آموزش درست، طراحی شد که همزمان، دقیقا مطابق با استانداردهای ستاد ارتباطات دولت نیز باشند. این طرح برای اطمینان از کیفیت بالای دوره‌های آموزشی امنیت سایبری طراحی شده بود که در آن، آموزش دهندگان نیز بررسی‌های کیفی سختی را پشت سر می‌گذاشتند. فرایند آموزش تاییدشده ستاد ارتباطات دولت، توسط موسسه APMG انجام می‌شود که یک نهاد مستقل ارائه مدرک است. طرح آموزش تاییدشده ستاد ارتباطات دولت، بخشی از برنامه ملی امنیت سایبری است که دولت بریتانیا بنیان‌گذاری کرده تا دانش، مهارت، و توانایی در همه مباحث مربوط به امنیت سایبری در کشور را توسعه دهد و مبنای آن چارچوب مهارت‌های بنیاد کارآزمودگان امنیت سایبری است.

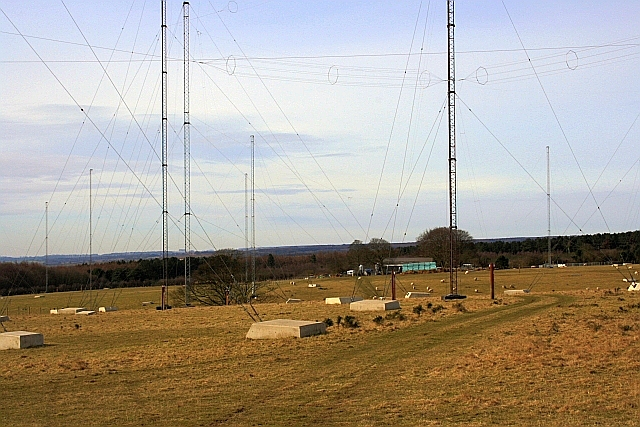
ستاد ارتباطات دولت در اسکاربرا، یورک‌شر شمالی

## ایستگاه‌های کنونی و پیشین
ایستگاه‌های زیر از هنگام جنگ سرد، کار می‌کرده‌اند:

### ایستگاه‌ها
- ستاد ارتباطات دولت در چلتنهام
- ستاد ارتباطات دولت در جزیره اسنشن
- ستاد ارتباطات دولت در بیود، کورن‌وال
- ایستگاه نیکولاس آییوس، قبرس
- ستاد ارتباطات دولت در اسکاربرا، یورک‌شر شمالی
- فرودگاه نیروی هوایی سلطنتی دیگبی (واحد سیگنال خدمات مشترک)، لینکلن‌شر
- ستاد ارتباطات دولت در منچستر
- ستاد ارتباطات دولت در لندن
- پایگاه نیروی هوایی سلطنتی مِن‌وید هیل، یورک‌شر شمالی

ایستگاه‌های پیشین:
- ایستگاه برورا وای، ساترلند
- تالار وودهد، استافوردشر
- پایگاه نیروی هوایی سلطنتی کالم‌هد، سامرست
- ایستگاه هاوکلا وای، فایف
- پایگاه نیروی هوایی سلطنتی لیتل سای وان، هنگ کنگ

## در فرهنگ عمومی
- فیلم درام تاریخی بازی تقلید (۲۰۱۴) با بازی بندیکت کامبربچ، داستان تلاش آلن تورینگ برای شکستن کدهای ماشین انیگما در هنگام کار در مدرسه کد و سایفر دولت است.[۱۱۰]
- از اواخر سال ۱۹۹۹ (میلادی) ستاد ارتباطات دولت، شماری از چالش‌های رمزنگاری را به صورت آنلاین برای عموم منتشر کرده که از آن برای جلب علاقه و استخدام نیرو استفاده می‌کند.[۱۱۱][۱۱۲] پاسخ به چالش سال ۲۰۰۴ به صورت "عالی" توصیف شد[۱۱۳] و برای چالش سال ۲۰۱۵ بیش از ۶۰۰,۰۰۰ بار تلاش شد.[۱۱۴] همچنین در سال ۲۰۱۶ کتاب پازل ستاد ارتباطات دولت منتشر شد که بیش از ۳۰۰,۰۰۰ نسخه فروخت و درآمد آن، صرف امور خیریه شد. کتاب دوم نیز در اکتبر ۲۰۱۸ منتشر شد.[۱۱۵]
- در قسمت ویژه مجموعه تلویزیونی دکتر هو به نام "رزولوشن" که در سال ۲۰۱۹ (میلادی) پخش شد ستاد ارتباطات دولت، محل حمله پیشاهنگ شناسایی دالک بود که می‌خواست از منابع آن ستاد برای فراخواندن ناوگان دالک استفاده می‌کند.[۱۱۶][۱۱۷]